# Тихорецк
Тихоре́цк — город в Краснодарском крае России. Административный центр Тихорецкого городского поселения и Тихорецкого района Краснодарского края.

## География
Этот город расположен в 150 км к северо-востоку от Краснодара и в 165 км к юго-востоку от Ростова-на-Дону. Площадь города — 4602 га. Рядом с городом протекают реки Тихонькая и Челбас.
Через территорию города проходят:
- железнодорожные магистрали: Ростов-на-Дону — Махачкала и Волгоград — Краснодар.
- федеральная автодорога Р217 «Кавказ»: станица Павловская — Минеральные Воды — Махачкала — Дербент.
- автодороги регионального значения по направлениям на Сальск и Краснодар.

## История
17 мая 1874 года была открыта железнодорожная станция Тихорецкая.
В 1895 году из пристанционного посёлка создаётся хутор Тихорецкий, населённый в основном иногородними. Станция и хутор названы были по станице Тихорецкой (современная Фастовецкая), на землях которой они находились. В 1899 году были открыты паровозоремонтные мастерские.
В декабре 1905 года произошло восстание рабочих железнодорожной станции Тихорецкая, поддержавших первую русскую революцию в России.
2 июня 1924 года станция Тихорецкая стала районным центром Тихорецкого района, а 1 марта 1926 года хутор Тихорецкий и станция Тихорецкая были преобразованы в город Тихорецк, входивший в Кубанский округ Северо-Кавказского края, а с 1930 года, после упразднения Кубанского округа, входил в состав Тихорецкого района этого же края.
С января 1934 года по сентябрь 1937 года Тихорецкий район входил в состав Азово-Черноморского края.
С сентября 1937 года город Тихорецк в Тихорецком районе административно вошёл в состав созданного Краснодарского края (центр края в г. Краснодаре).
Захвачен немецкими и румынскими войсками 5 августа 1942 года в ходе наступления на Кавказ. Войска Красной Армии оказали ожесточённое сопротивление, вели уличные бои, предприняли несколько контратак при поддержке бронепоезда 59-го полка 5-й дивизии войск НКВД по охране железнодорожных сооружений.

Освобождён утром 30 января 1943 года силами 371-й стрелковой дивизии и 417-й стрелковой дивизии 58 Армии Северо-Кавказского фронта в ходе Битвы за Кавказ. Первыми в город вошли полки 317-й стрелковой дивизии. Об этой победе оповестило Советское информбюро в специальном сообщении «В последний час»: 
«30 января войска Северо-Кавказского фронта в результате решительной атаки овладели городом и крупным железнодорожным узлом Тихорецк. Первыми ворвались в Тихорецк соединения полковника Шварева Н. А.»
Натиск советских частей был настолько стремительным, что противник не успел подорвать часть подготовленных к взрыву фугасов, эшелон боеприпасов и 12 железнодорожных цистерн с бензином. После 178 дней оккупации основные задания города, промышленные предприятия, железнодорожная станция и сооружения были сильно разрушены и сожжены. В память об этих событиях в 1952 году одна из улиц Ленинграда получила название Тихорецкий проспект.
23 мая 1977 года в Москве, в Юго-Восточном административном округе на территории района Люблино появился Тихорецкий бульвар.
21 августа 1961 года Тихорецк отнесён к категории городов краевого подчинения.
В декабре 2007 года город Тихорецк получил статус городского поселения и административно вошёл в состав муниципального образования «Тихорецкий район».

### Российско-украинская война
В ходе российского вторжения в Украину в ночь с 20 на 21 сентября 2024 года под Тихорецком украинскими дронами был взорван склад российского вооружения. Из Тихорецка временно эвакуировали более тысячи человек. В радиусе двух километров были выбиты стёкла практически во всех близлежащих зданиях. Толчки, дрожь и грохот были ощутимы в радиусе 20 километров, так же в сёлах Газырь,  Гражданский.

## Местное самоуправление
Совет депутатов Тихорецкого городского поселения
Представительным органом местного самоуправления на территории Тихорецкого городского поселения являет Совет депутатов, состоящий из 20 человек, избираемых по 5 четырёхмандатным избирательным округам. Председателем Совета депутатов Тихорецкого городского поселения является Роговцов Александр Иванович.
Администрация Тихорецкого городского поселения
Исполнительно-распорядительным органом на территории поселения является Администрация Тихорецкого городского поселения, которую возглавляет Глава Тихорецкого городского поселения Голубь Евгений Владимирович.

## Символика
Город Тихорецк в соответствии со статьёй 3 Устава муниципального образования «Тихорецкое городское поселение» имеет свои символы герб и флаг. 

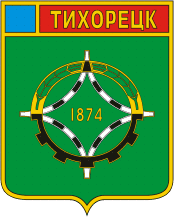
Герб (1970)
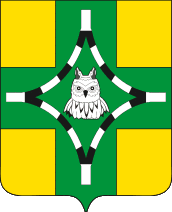
Герб (2005)
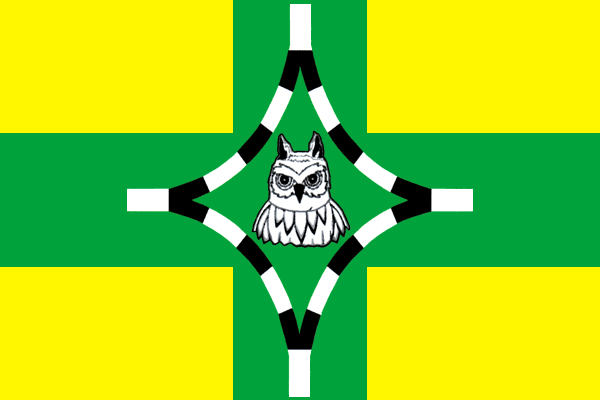
Флаг (2005)

## Население
| 1897    | 1926    | 1931    | 1939    | 1959    | 1962    | 1967    | 1970    | 1973    | 1976    | 1979    | 1982    | 1986    | 1987    | 1989    |
| ------- | ------- | ------- | ------- | ------- | ------- | ------- | ------- | ------- | ------- | ------- | ------- | ------- | ------- | ------- |
| 5100    | ↗19 200 | ↗22 300 | ↗36 741 | ↗49 658 | ↗53 000 | ↗57 000 | ↗60 141 | ↗61 000 | ↗62 000 | ↗63 842 | ↗65 000 | ↗67 000 | →67 000 | ↗67 105 |
| 1992    | 1996    | 1998    | 2000    | 2001    | 2002    | 2003    | 2005    | 2006    | 2007    | 2008    | 2009    | 2010    | 2011    | 2012    |
| ↗68 100 | ↗70 300 | ↘68 100 | ↘67 300 | ↘66 900 | ↘65 005 | ↘65 000 | ↘63 900 | ↘63 600 | ↘63 200 | ↘62 900 | ↘62 616 | ↘61 823 | ↘61 800 | ↘61 164 |
| 2013    | 2014    | 2015    | 2016    | 2017    | 2018    | 2019    | 2020    | 2021    | 2023    | 2025    |         |         |         |         |
| ↘60 547 | ↘59 981 | ↘59 597 | ↘59 297 | ↘58 982 | ↘58 352 | ↘57 771 | ↘57 098 | ↘55 686 | ↘54 582 | ↘54 009 |         |         |         |         |

Национальный состав
По данным Всероссийской переписи населения 2010 года:
| Народ                     | Численность, чел. | Доля от всего населения, % |
| ------------------------- | ----------------- | -------------------------- |
| русские                   | 58 395            | 94,46 %                    |
| армяне                    | 962               | 1,56 %                     |
| украинцы                  | 882               | 1,43 %                     |
| другие                    | 1 387             | 2,24 %                     |
| не указана национальность | 197               | 0,31 %                     |
| Всего                     | 61 823            | 100,0 %                    |

По итогам переписи населения 2020 года проживали следующие национальности (национальности менее 0,1 % и другое см. в сноске к строке «Другие»):
| Национальность | Численность, чел. | Доля     |
| -------------- | ----------------- | -------- |
| Русские        | 53 476            | 96,03 %  |
| Армяне         | 690               | 1,24 %   |
| Украинцы       | 253               | 0,45 %   |
| Азербайджанцы  | 130               | 0,23 %   |
| Татары         | 82                | 0,15 %   |
| Другие         | 1055              | 1,90 %   |
| Итого          | 55 686            | 100,00 % |

## Экономика
Промышленные предприятия
- ОАО «Тихорецкий машиностроительный завод имени В. В. Воровского»
- ЗАО "Сыркомбинат «Тихорецкий»
- ЗАО "Мясокомбинат «Тихорецкий»
- ОАО "Комбинат хлебопродуктов «Тихорецкий»
- Тихорецкий хлебокомбинат ОАО «ЖТК»
- ООО «Тихорецкий пивоваренный завод».

## Транспорт

### Автомобильный транспорт
В городе расположен Тихорецкий автовокзал, через который осуществляется междугороднее и межмуниципальное автобусное сообщение с населёнными пунктами Краснодарского края, Ростовской области и других субъектов Российской Федерации.
В городе имеется НАО «Тихорецкое пассажирское автотранспортное предприятие», а также индивидуальные предприниматели, занимающиеся пассажирскими перевозками.
Общественный транспорт Тихорецка представлен 15 автобусными маршрутами, на которых работают автобусы малой и средней вместимости.

### Железнодорожный транспорт

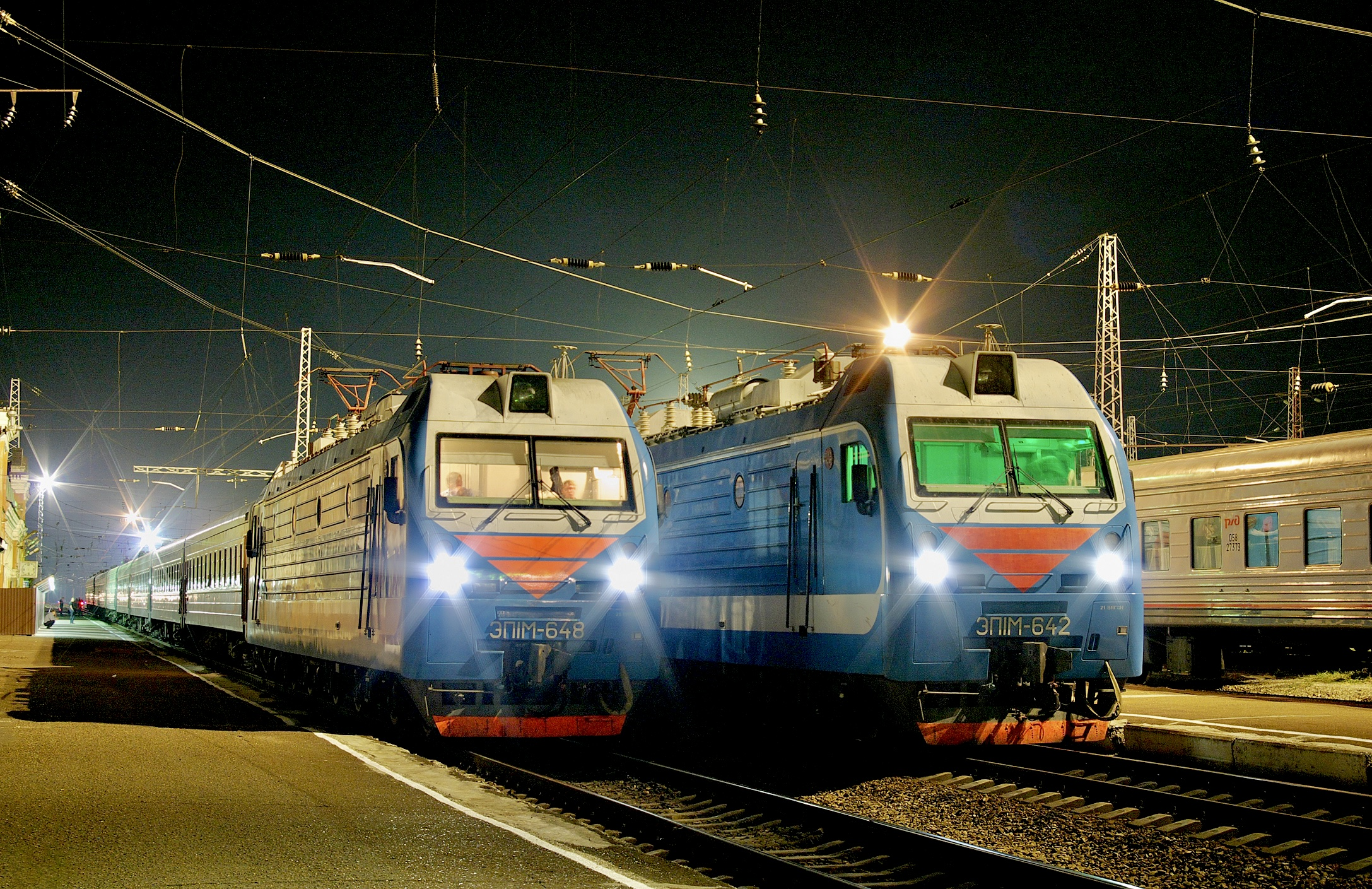
Поезда на станции Тихорецкая

В городе расположен крупный железнодорожный узел (см. основная статья станция Тихорецкая) с предприятиями железнодорожного транспорта.

## Климат
- Среднегодовая температура воздуха — 10,9 °C
- Относительная влажность воздуха — 70,7 %
- Средняя скорость ветра — 2,7 м/с

| Показатель                            | Янв. | Фев. | Март | Апр. | Май  | Июнь | Июль | Авг. | Сен. | Окт. | Нояб. | Дек. | Год  |
| ------------------------------------- | ---- | ---- | ---- | ---- | ---- | ---- | ---- | ---- | ---- | ---- | ----- | ---- | ---- |
| Средняя температура, °C               | −1,3 | −1,3 | 3,9  | 11,7 | 16,9 | 20,5 | 23,5 | 23,0 | 17,7 | 11,0 | 4,2   | −0,2 | 10,9 |
| Источник: NASA. База данных RETScreen |      |      |      |      |      |      |      |      |      |      |       |      |      |

| Показатель                         | Янв.  | Фев. | Март  | Апр. | Май  | Июнь | Июль | Авг. | Сен. | Окт. | Нояб. | Дек.  |
| ---------------------------------- | ----- | ---- | ----- | ---- | ---- | ---- | ---- | ---- | ---- | ---- | ----- | ----- |
| Абсолютный максимум, °C            | 15,7  | 21,8 | 28,9  | 33,8 | 35,7 | 38,2 | 39,4 | 39,7 | 40,2 | 35,0 | 25,7  | 20,7  |
| Средний суточный максимум, °C      | 1,8   | 3,2  | 9,0   | 17,0 | 22,8 | 26,8 | 30,1 | 29,6 | 24,1 | 16,8 | 8,8   | 4,0   |
| Средняя температура, °C            | −1,5  | −0,8 | 4,5   | 11,6 | 17,2 | 21,1 | 24,1 | 23,4 | 18,2 | 11,8 | 5,0   | 0,9   |
| Средний суточный минимум, °C       | −4,7  | −4,8 | 0,0   | 6,2  | 11,5 | 15,4 | 18,1 | 17,3 | 12,2 | 6,7  | 1,2   | −2,3  |
| Абсолютный минимум, °C             | −30,6 | −26  | −25,4 | −10  | −0,7 | 2,9  | 8,8  | 7,4  | 0,2  | −6,9 | −17,8 | −22,3 |
| Источник: Климат и погода Тихорецк |       |      |       |      |      |      |      |      |      |      |       |       |

## Образование
Высшее профессиональное образование
- филиал ФГБОУ «Кубанский государственный университет» в г. Тихорецке

Среднее профессиональное образование
- Тихорецкий техникум железнодорожного транспорта — филиал Ростовского государственного университета путей сообщения
- ГБПОУ КК «Тихорецкий индустриальный техникум»
- ГБПОУ КК «Тихорецкий техникум отраслевых технологий»

Среднее общее образование
На территории города функционируют 6 средних общеобразовательных школ (№ 1, 2, 3, 4, 7, 34) и две гимназии (№ 6 и № 8).
Дошкольное образование
В городе Тихорецке имеется 12 муниципальных дошкольных учреждений (детские сады), а также один ведомственный детский сад № 93 ОАО РЖД.
Дополнительное образование
- две детско-юношеские спортивные школы «Альтаир» и «Виктория»
- Центр детского технического творчества
- Центр внешкольной работы «Гармония»

## Культура и спорт
В городе Тихорецке имеются следующие учреждения:
Культуры
- МКУК «Городской Дворец культуры»
- МКУК «Клуб имени Меньшикова»
- МКУК «Клуб Красный Молот»
- МКУК «Клуб Заря»
- МКУК «Тихорецкий историко-краеведческий музей»
- МБУ ДО Детская школа искусств
- МБУ ДО Детская художественная школа
- Библиотеки (в городе 7 библиотек).

Спорта
- Ледовый дворец «Тихорецк[43]».
- Стадион «Труд».
- Спортивный комплекс с плавательным бассейном.

Парки
Центральный городской парк. В рамках государственной программы «Формирование комфортной городской среды» парк был полностью реконструирован.

## Медицина
- ГБУЗ «Тихорецкая центральная районная больница»[46] (в своей структуре имеет центральную районную поликлинику на 500 посещений в смену, детскую районную поликлинику, стоматологическую поликлинику, станцию скорой медицинской помощи, стационар на 545 коек, в том числе: неврологическое отделение на 30 коек, отделение острой коронарной патологии на 30 коек, кардиологическое (60), педиатрическое (40), травматологическое (60), терапевтическое (63), хирургическое (70), анестезиологии и реанимации (12), инфекционное (30), наркологическое (25), акушерское (60), гинекологическое (65).
- Поликлиника № 3 на станции Тихорецкая на 300 посещений в смену, входящая в структуру ЧУЗ «Клиническая больница „РЖД-Медицина“ города Краснодар».

## Места отдыха: гостиницы, отели
В Тихорецке имеется пять гостиниц («Тихорецк», «Панова», «Надежда», «Натали», «Юбилейная») и один отель «Лазурит».

## Мобильная связь
- «Билайн» в стандарте GSM/UMTS/LTE[47]
- «МТС» в стандарте GSM/UMTS/LTE[48]
- «МегаФон» в стандарте GSM/UMTS/LTE
- «Tele2» в стандарте GSM/UMTS/LTE

## Средства массовой информации
Печатные издания (газеты):
- «Тихорецкие вести»
- «Тихорецк-Экспресс»

Телевидение
Все аналоговые каналы отключены в 2020 году.
| Частота канала, ТВК | Название канала        |
| ------------------- | ---------------------- |
| 12                  | Пятница! / Тихорецк-ТВ |
| 22                  | ТНТ-Тихорецк           |
| 28                  | МИР 24 / Тихорецк-ТВ   |
| 32                  | Ю / Тихорецк-ТВ        |
| 49                  | СТС-Тихорецк           |

Радиостанции
| Частота, МГц | Название               | Мощность | Дата начало вещания | Время |
| ------------ | ---------------------- | -------- | ------------------- | ----- |
| 87,6         | Европа Плюс            | 30 Вт    | весна 2023          | 0-24  |
| 88,0         | Love Radio             | 30 Вт    | 05.2015             | 0-24  |
| 88,4         | DFM                    | 100 Вт   | 05.2022             | 0-24  |
| 89,9         | Новое радио            | 10 Вт    | 18.11.2019          | 0-24  |
| 93,4         | Радио Русский Хит      | 250 Вт   | 2020                | 0-24  |
| 95,2         | Казак FM               | 100 Вт   | 04.09.2024          | 0-24  |
| 96,1         | Первое радио           | 10 Вт    | 20.05.2023          | 0-24  |
| 97,7         | Жара FM                | 250 Вт   | 2020                | 0-24  |
| 98,1         | Радио Дача             | 100 Вт   | 2020                | 0-24  |
| 98,6         | Дорожное радио         | 1 кВт    | 09.2023             | 0-24  |
| 99,7         | Хит FM                 | 100 Вт   | 2020                | 0-24  |
| 100,3        | Наше радио             | 100 Вт   | 01.2021             | 0-24  |
| 101,3        | Радио 7 на семи холмах | 100 Вт   | 01.11.2017          | 0-24  |
| 101,7        | Радио 107              | 100 Вт   | 2015                | 0-24  |
| 102,8        | Радио Рекорд           | 100 Вт   | 2009                | 0-24  |
| 104,3        | Русское Радио          | 1 кВт    | 2012                | 0-24  |
| 104,7        | Авторадио              | 100 Вт   | 01.12.2015          | 0-24  |
| 105,2        | Ретро FM               | 200 Вт   | 2011                | 0-24  |
| 107,4        | Маруся FM              | 10 кВт   | 15.06.2024          | 0-24  |
| 107,9        | Радио Шансон           | 1 кВт    | 01.09.2019          | 0-24  |

## Достопримечательности
- Свято-Успенский храм (1910).
- Здание железнодорожного вокзала (1886)[49].
- Здание общественного собрания (1902).
- Храм Ксении Петербуржской.

## Почётные граждане города Тихорецка[50]
- Боев Сергей Иванович (1928—2007) в 1987 году избран председателем Тихорецкого городского Совета ветеранов. Награждён медалями «За выдающийся вклад в развитие Кубани» III, II, I степеней. В этом же году признан Человеком года России, его имя внесено в энциклопедию «Лучшие люди России» в номинации «Родины славные сыны и дочери». Почётный гражданин г. Тихорецка.
- Бочарников, Георгий Алексеевич (1920—2012) — уроженец станицы Новорождественской Тихорецкого района. участник Великой Отечественной войны, Указом Президиума Верховного Совета СССР от 15 мая 1945 года за блестящее выполнение задания командования в дни штурма Берлина старшине Г. А. Бочарникову присвоено звание Героя Советского Союза. Почётный гражданин г. Тихорецка.
- Гребенюк Василий Антонович (1924—2009) уроженец станицы Терновской Тихорецкого района. В 1941 году был призван в армию, воевал в составе 317-й стрелковой дивизии. С этой дивизией освобождал города Северного Кавказа, в том числе и город Тихорецк. Награждён орденами «Красной Звезды», Славы 3 степени, «Отечественной войны» 1 степени, медалями «За отвагу» и «За боевые заслуги». Почётный гражданин города Тихорецка.
- Завада Александр Александрович (1925—2008) — участник Великой Отечественной войны, Почётный гражданин города Тихорецка, награды: два ордена Красной Звезды; Орден Отечественной войны I степени, Орден Славы III степени, медаль «За боевые заслуги», медаль «За победу над Германией», «За победу над Японией», «За оборону Кавказа». Вся трудовая биография Александра Александровича связана с Тихорецкой дистанцией пути. С 1967 года работал главным инженером дистанции пути. Почётный гражданин города Тихорецка.
- Заренков Алексей Константинович (1915—2000). С 1942 года воевал в составе 417 стрелковой дивизии. Участвовал в освобождении Тихорецка. После тяжелого ранения под г. Темрюк был уволен в запас, получив удостоверение инвалида 2 группы. Награждён орденами Отечественной войны 1 и 2 степени. После войны проживал в г. Тихорецке. Почётный гражданин г. Тихорецка.
- Зинченко Иван Сергеевич (1944) 28 лет возглавляет предприятие «Тихорецкэлектро». В 1986 году награждён орденом «Дружбы народов», имеет звание «Заслуженный работник топливно-энергетического комплекса Кубани». Награждён медалями «За выдающийся вклад в развитие Кубани» 1 и 2 степеней. Единственный в Тихорецком районе «Заслуженный энергетик Российской Федерации». Почётный гражданин города Тихорецка.
- Иванько Юрий Степанович (1949) — уроженец г. Тихорецка. Окончил СШ № 36 и ТТЖТ. Трудовую деятельность начал в 1967 году слесарем КИПиА в Тихорецком рефрижераторном вагонном депо. После службы в армии в 1970 году вернулся в рефдепо. Окончил Ростовский институт инженеров железнодорожного транспорта, аспирантуру, подготовил диссертацию, имеет несколько запатентованных изобретений, награждён Серебряной медалью ВДНХ. С 1987 по 1990 годы работал главным инженером депо, с 1991 по 2010 годы — начальник депо. Награждён знаком «Почётный железнодорожник», знаком «За безупречный труд на железнодорожном транспорте», медалью «За вклад в развитие Кубани» 3 степени. Почётный гражданин г. Тихорецка.
- Климов Виктор Вячеславович (1951) — уроженец г. Тихорецка. Почётный работник топливно-энергетического комплекса России. Почётный работник газовой отрасли России. Почетный строитель. Заслуженный работник жилищно-коммунального хозяйства Кубани. Награждён медалью «За выдающийся вклад в развитие Кубани». Ветеран труда. Четыре созыва подряд избирался депутатом Тихорецкого городского Совета, один раз — депутатом Совета муниципального образования Тихорецкий район (заместитель председателя Совета). 25 лет является председателем Совета микрорайона № 3 г. Тихорецка. Почётный гражданин г. Тихорецка.
- Козлов, Дмитрий Ильич (1919—2009) — уроженец г. Тихорецка. Участник Великой Отечественной войны. В 1945 году окончил Ленинградский военно-механический институт. Генеральный конструктор и генеральный директор ЦСКБ «Прогресс». Доктор технических наук, член-корреспондент Российской Академии наук, действительный член Академии космонавтики им. К. Э. Циолковского и Академии технических наук РФ, дважды Герой Социалистического Труда, профессор, Почётный гражданин городов Самары и Тихорецк.
- Кузенко Геннадий Артёмович (1923—2007) — уроженец Тихорецка, учился в школе № 34. С августа 1942 года, окончив ускоренный курс Ростовского военного артиллерийского училища, стал участвовать в боях. Награждён орденами Ленина, Красного Знамени, Красной Звезды, Отечественной войны 1 и 2 степени. В апреле 1945 года присвоено звание Героя Советского Союза за участие в боях при форсировании реки Одер. Почётный гражданин г. Тихорецка.
- Кузнецов Василий Афанасьевич. В 1942 году призван в армию, воевал в составе 317 стрелковой дивизии, участвовал в освобождении Тихорецка. В бою за хутор Рогачи и хутор Гарбузова балка был тяжело ранен, контужен. Инвалид 2 группы. С 1991 года проживал в г. Тихорецке. Почётный гражданин г. Тихорецка.
- Проскурин Николай Матвеевич (1922—2012) — уроженец станицы Новорождественской Тихорецкого района. До войны жил в г. Тихорецке, работал на заводе им. Воровского. В 1941 году был призван в армию, воевал в составе 417 стрелковой дивизии. Воевал с первого до последнего дня Великой Отечественной войны. Участвовал в освобождении Тихорецка. Награждён орденами Красной Звезды, Отечественной войны 2 степени, боевыми медалями «За отвагу», «За боевые заслуги», «За Победу над Германией», «За оборону Кавказа». Почётный гражданин г. Тихорецка.
- Плиев Георгий Николаевич (1916—1998) — Ветеран Великой Отечественной войны, защитник города Тихорецка. Награждён орденами Красного Знамени, Отечественной войны 1 и 2 степени, Красной Звезды, боевыми медалями «За боевые заслуги», «За оборону Киева», «За оборону Кавказа», «За взятие Берлина», «За победу над Германией». Почётный гражданин г. Тихорецка.
- Рожков Александр Иванович (1924—2010) — уроженец станицы Фастовецкой Тихорецкого района. В июле 1942 года был призван в армию, воевал в составе 317 стрелковой дивизии, участвовал в освобождении г. Тихорецка. Награждён орденами Красной Звезды, Славы 3 степени, боевыми медалями «За боевые заслуги», «За оборону Кавказа», «За взятие Берлина», «За взятие Вены», «За победу над Германией». С 1948 года проживал в г. Тихорецке, работал на железнодорожной станции Тихорецкая. Почётный гражданин г. Тихорецка.
- Скарга Василий Петрович (1925—1997) — участник ВОВ. Полный кавалер ордена Славы. После демобилизации жил в г. Тихорецке. Почётный гражданин г. Тихорецка.
- Тимошенко Николай Васильевич (1952) — в 1978 году окончил Ставропольский политехнический институт. В этом же году начал работать на Тихорецком мясокомбинате технологом. Затем работал в должности главного инженера предприятия, директором (с 1996); позднее — генеральный директор, председатель совета директоров ЗАО «Мясокомбинат „Тихорецкий“». Профессор Кубанского государственного аграрного университета (с 2004), заведующий кафедрой технологии хранения и переработки животноводческой продукции. Награждён Золотой медалью «За вклад в развитие Кубани 1 степени», орденом Ломоносова «за выдающиеся заслуги и большой личный вклад в развитие науки России», Заслуженный работник пищевой и перерабатывающей промышленности Кубани. Герой труда Кубани. Почётный гражданин г. Тихорецка.
- Фендриков Александр Иванович — Заслуженный машиностроитель России, почётный железнодорожник России, Герой труда Кубани. Имеет пять патентов и два свидетельства на изобретения. В 2005 году Международная академия реальной экономики присвоила ему звание «Человек года». Неоднократно избирался депутатом Тихорецкого городского совета, был членом законодательного собрания Краснодарского края. Почётный гражданин г. Тихорецка.
- Шахрай, Василий Семёнович (1923—2007) — участник Великой Отечественной войны, Полный кавалер Ордена Славы, награждён двумя медалями «За отвагу». С 1945 года проживал в г. Тихорецке, работал в Тихорецком вагонном рефрижераторном депо. Почётный гражданин г. Тихорецка.